# تاریک‌تر می‌خواهی‌اش
«تاریک‌تر می‌خواهی‌اش» (به انگلیسی: You Want It Darker) چهاردهمین آلبوم خواننده و ترانه‌سرای اهل کانادا، لئونارد کوهن است که در ۲۱ اکتبر سال ۲۰۱۶ میلادی توسط شرکت کلمبیا رکوردز منتشر شد. این آلبوم در آخرین سال زندگی و در دوران قرابت کوئن به مرگ تهیه شد و درون‌مایهٔ قطعات آن را مفاهیمی مثل خدا، مرگ و سرشت بشر تشکیل می‌دهند. در تهیهٔ این آلبوم فرزند کوئن (آدام کوئن) نیز مشارکت داشته‌است. این آلبوم در حالی با تحسین فراوان منتقدان مواجه شد که لئونارد کوهن، ۱۷ روز پس از انتشار آن (۷ نوامبر ۲۰۱۶) و در سن ۸۲ سالگی درگذشت.
پانزدهمین آلبوم کوهن (ممنون برای رقص) که به نوعی ادامۀ این آلبوم می‌باشد؛ پس از مرگش منتشر شد.